# Hum (Croácia)

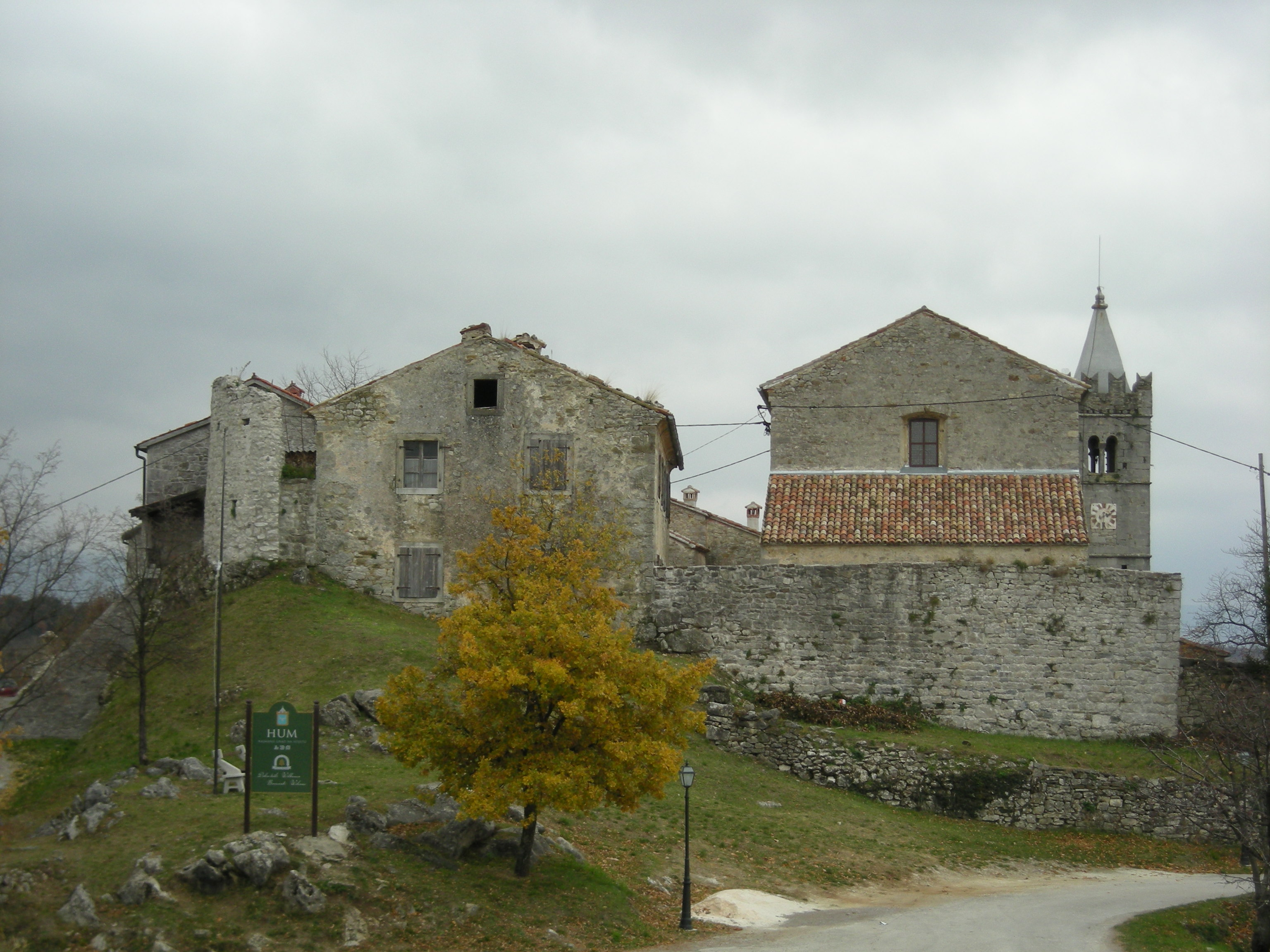
Vista do Hum

Hum é uma cidade da Croácia a 5 km em linha reta de Roč. É conhecida como a menor cidade do mundo pelo Guinness World Records. Hum tem uma população de apenas 28 habitantes, e mesmo com um número extremamente baixo e incomum, Hum continua sendo considerada oficialmente uma cidade.
Hum foi criada no século XI e não mudou muito desde então, pois foi construída como um castelo medieval e seu desenvolvimento urbano, na época, se deu apenas dentro de seus muros. A cidade inteira pode ser conhecida em apenas 45 minutos.
Tem apenas duas ruas, mas tem duas igrejas do século XII — a Igreja de São Jerónimo, e a Igreja de São Tiago.
Atualmente, existe do lado de fora dos muros, apenas um estacionamento e uma loja de souvenir, por enquanto dentro dos muros, a cidade é escassa comercialmente.